# آسمان سرخ خونین
آسمان سرخ خونین (به انگلیسی: Blood Red Sky) یک فیلم اکشن و ترسناک بریتانیایی-آلمانی محصول سال ۲۰۲۱ به کارگردانی پیتر توروارث که فیلمنامه را با استفان هولتز نوشته‌است. در این فیلم رولاند مولر، پری باومایستر، چیدی آجوفو بازی می‌کنند. این فیلم در ۲۳ ژوئیه ۲۰۲۱ توسط نتفلیکس منتشر شد.

## داستان
یک مادر جوان مبتلا به یک بیماری مرموز، باید برای نجات فرزندش از دست این اسمان خشمگین، راز پنهان خود را آشکار کند رازی که فقط خودش میدانست…

## تولید
تصویربرداری اصلی در ۱۱ سپتامبر ۲۰۲۰ در پراگ آغاز شد.

## پاسخ انتقادی
در وب‌سایت جمع‌آوری نقد راتن تومیتوز، این فیلم بر اساس ۲۴ نقد، با میانگین امتیاز ۶٫۵ از ۱، دارای ۸۰ درصد محبوبیت است. توافق نظر منتقدان این وب‌سایت می‌گوید: «آسمان سرخ خونی از داستان خون‌آشام پرمفهوم خود نهایت استفاده را می‌کند و لذتی سریع را برای علاقه‌مندان به ژانر ارائه می‌دهد».